# Namgang-daem
Namgang-daem är en dammbyggnad i Sydkorea.   Den ligger i provinsen Södra Gyeongsang, i den södra delen av landet, 280 km söder om huvudstaden Seoul. Namgang-daem ligger 39 meter över havet.
Terrängen runt Namgang-daem är platt. Runt Namgang-daem är det tätbefolkat, med 476 invånare per kvadratkilometer. Närmaste större samhälle är Jinju, 5,3 km nordost om Namgang-daem. I omgivningarna runt Namgang-daem växer i huvudsak blandskog.